# 赵志勇等性侵女童案
赵志勇等性侵女童案是2015年至2017年间的中国大陆强奸案，发生于河南省开封市尉氏县，被强奸的均为幼女。2018年3月包括受害人具体身份在内的警方侦办信息在网络泄露，引发社会关注。最终赵志勇死刑、李娜死缓。
案犯赵志勇、周合鑫明知被害人系被幼女、或系被李娜强迫（卖淫），仍多次性侵多名受害人。网络泄露的警方侦办信息表明，赵志勇明确要求李娜“提供”幼女，继而要求处女。凤凰卫视《锵锵三人行》主持人窦文涛在节目中，将此案与吴天喜案视为河南地方权贵买处、嫖幼的典型，认为此类案件发生亦与河南省及尉氏县当地的社会民情相关。评论称此案“动机特别卑劣，情节极其恶劣，作案手段十分残忍”，引发社会高度关注。《人民法院报》编辑部将之列为2018年度人民法院十大刑事案件。

## 案件相关
强奸案涉及个人隐私，且受害人系未成年人，法院依法不公开审理，故对案件细节无从知晓。2019年6月，河南省开封市中级人民法院因对赵志勇执行死刑，有公开布告。开封法院认定，2015年6月至2017年1月间，赵志勇在同案犯李娜等人协助下，以尉氏县初中女学生为目标，强奸25人（32起），其中幼女14人（19起）。2019年6月4日，河南省开封市中级人民法院对其执行死刑。澎湃新闻的评论员文章，认为赵志勇伏法是“极恶之人就该施以极刑”。
除赵志勇外，其余三名案犯犯罪情况不详。根据开封警方在2017年4月2日的通报，李娜（1994年生）与刘洪羊系夫妇关系。周合鑫、赵志勇为私企业主。除4名案犯外，在4月2日警方通报中提及涉及强迫卖淫罪的刘某、蒋某及其它5名犯罪嫌疑人司法处理结果不详。这七人，与开封法院2019年布告中的八名协助李娜的罪犯之间的差异，无从考证。

### 案犯
赵志勇（1970年2月16日－2019年6月4日），尉氏县人。2002年，赵志勇创立天源面业有限公司，厂址在尉氏县张市镇。案发前系其法定代表人、控股股东。企业资产过亿元。赵志勇曾任第十三届开封市总商会副会长、尉氏县工商业联合会副主席、尉氏县第十一届、十二届、十三届人大代表。
周合鑫，2017年时47岁。他是尉氏县的建筑业者和房地产开发商。担任尉氏县成祥投资担保有限公司法定代表人、开封市人大代表。根据开封市人大常委会在2014年2月22日的公告，他是55位选自尉氏县的开封市第十四届人大代表之一。2017年，尉氏县人大常委会接受周合鑫提出辞去开封市第十四届大大代表职务的请求。4月28日，开封市人大常委会对外公告。

### 案发
根据《法制晚报》的报道，受害人亲属在2017年2月报案。3月，案件进入侦查阶段时，一份记载案情、包含受害人详细身份信息的“简要案情汇报”在微信朋友圈传播。3月中旬，受害人家长告之警方，警方表示，正在协助删除信息和查找原因。月底，在记者对尉氏县公安局宣传科工作人员的采访中，工作人员表示，局领导非常重视，已另案处理。《法制晚报》在31日的报道，使案件真实性获得证实，引发舆论关注。
4月2日晚间，开封市公安局在微博官方帐号通报称，尉氏县警方已侦破案件，逮捕11名涉案人。其中，以涉嫌强奸罪逮捕周合鑫、赵志勇，以涉嫌强迫卖淫罪逮捕李娜、刘洪羊、刘某、蒋某。以参加强迫卖淫、包庇刑事拘留五人。

### 一审、二审
2018年8月，有消息称案件已开庭审理，未提及审理内情。
12月的报道称，河南省开封市中级人民法院对案件进行一审，于10月23日对四名被告作出司法判决。法院依照《刑法》和相关司法解释，认定赵志勇犯强奸罪，判处死刑，剥夺政治权利终身；李娜犯强奸罪、组织、强迫卖淫罪，判处死刑、缓期两年执行，剥夺政治权利终身，并处罚金人民币六万元，限制减刑；刘洪羊犯强奸罪、强迫卖淫罪、协助组织卖淫罪，判处有期徒刑十八年，剥夺政治权利四年，并处罚金人民币四万元；周合鑫犯强奸罪，判处有期徒刑十二年，剥夺政治权利四年。没收李娜、刘洪羊作案轿车一辆，李娜作案手机5部。宣判后，除李娜外，三人均不服判决，提出上诉。
赵志勇三名被告诉上诉至河南省高级人民法院。12月20日，二审宣判。河南高院采纳河南省人民检察院的检察意见，认为犯罪事实清楚，证据确实、充分，定罪准确，量刑适当，审判程序合法。故赵志勇三人上诉意见不予采纳，维持原判。
2019年6月4日，赵志勇被执行死刑。

## 备注
1. ↑  从常理推断，一审公诉机构应是河南省开封市人民检察院。
2. 1 2  （2019）汴刑布字第5号布告原文：李娜纠集刘某、吴某鑫、蒋某桐、郝某（均另案处理）、谷某静、秦某丽、李某冰、赵某伊（以上人员均系未成年人），采取……[6]
3. 1 2  2017年4月的开封警方通报称周合鑫47岁、赵志勇48岁。根据法院布告，赵生于1970年2月，应是周岁、虚岁之差。
4. ↑  参见：河南省开封市中级人民法院于2019年6月4日公布的（2019）汴刑布字第5号布告[6]。
5. ↑  （2019）汴刑布字第5号布告原文[6]提及，对赵志勇判罪的法律来源于《刑法》和《最高人民法院、最高人民检察院关于办理组织、强迫、引诱、容留、介绍卖淫刑事案件适用法律若干的解释》的相关条款。其余三人，情况不详。
6. 1 2  2015年《中华人民共和国刑法》取消嫖宿幼女罪罪名后，组织、强迫幼女（未满14周岁女性）卖淫，视同强奸罪[15]。